# Verchneoeralsk
Verchneoeralsk (Russisch: Верхнеуральск) is een stad in de Russische oblast Tsjeljabinsk op 230 kilometer ten zuidwesten van Tsjeljabinsk en 60 kilometer ten noorden van Magnitogorsk, waar zich de spoorlijn bevindt naar onder andere Oefa en Kartaly. Geografisch ligt het op de oostelijke hellingen van de Zuidelijke Oeral, aan de oostelijke uitlopers van de bergrug Oeraltaoe en de bovenloop van de rivier de Oeral. De stad staat onder jurisdictie van het district Verchneoeralski. Op 40 kilometer van de stad bevindt zich de zakaznik Karagajski Bor.

## Geschiedenis
De plaats werd gesticht in 1734 als het fort (krepost) Verchnejaitskaja, omdat het fort aan de bovenloop lag van de rivier de Jaik (oude naam van de Oeralrivier). Het werd onderdeel van de Versterkte linie van Oej. Vanaf 1755 werd het Verchneoeralsk genoemd, omdat in die tijd de naam van de rivier werd veranderd naar "Oeral". In 1781 kreeg het de status van stad. In de 18e en 19e eeuw was het bekend als het centrum voor het maken van gebreide wollen doeken (bekend als Orenburgdoeken). In 1889 waren er 18 fabrieken in de stad, waaronder een destilleerderij, vier brouwerijen en tien leerlooierijen.

## Economie
Verchneoeralsk is het centrum van een landbouwregio en heeft verder voedselverwerkende en houtverwerkende industrieën. Rond de stad worden tarwe, gerst, rogge, haver, boekweit en aardappellen verbouwd. Ook zijn er schapen, varkens en veebedrijven.
In de buurt van de stad worden non-ferro ertsen gedolven als koper, zink en goud.

## Demografie
Bevolkingsontwikkeling van de stad:
| Ontwikkeling van het inwoneraantal |        |        |        |        |        |        |        |        |
| Jaar                               | 1897   | 1926   | 1939   | 1959   | 1970   | 1979   | 1989   | 2002   |
| Bevolking                          | 11.100 | 10.000 | 11.000 | 11.700 | 10.500 | 10.500 | 10.800 | 10.100 |

## Bezienswaardigheden
De stad heeft een kathedraal uit het midden van de 19e eeuw en vele huizen uit de 18e en 19e eeuw. Er is verder een museum voor lokale geschiedenis en de voormalige paradeplaats van de kozakken kan worden bezichtigd.

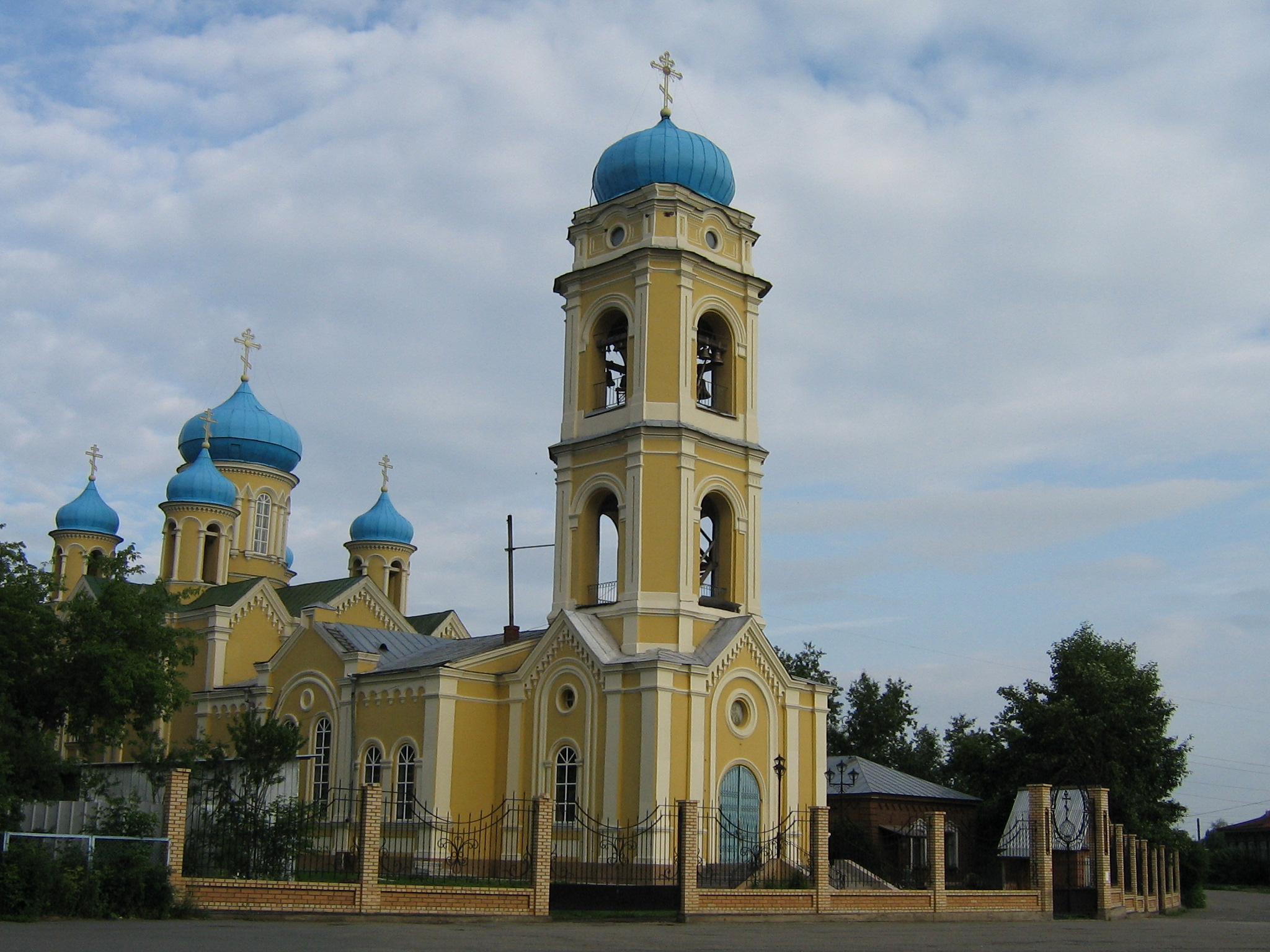
Kathedraal van de heilige Nikolaas